# Konståret 2017

## Händelser
Februari: Den mångåriga rättstvisten mellan Kivik Art Centre och Simrishamns kommun å ena sidan och Ulf Lundell å andra sidan avgörs i Mark- och miljööverdomstolen. Domstolen menar att de olägenheter som kan uppstå för Lundell inte är tillräckligt stora för att konstcentret ska nekas bygglov. Lundell hade framför allt synpunkter på den 18 meter höga Sculpture for an objective experience of architecture som 2008 formgetts av David Chipperfield och Antony Gormley och från vars topp man hade utsikt in på Lundells tomt.  

## Priser och utmärkelser
- Vid Konstbiennalen i Venedig:[1]
- Guldlejon för bästa nationella bidrag: Anne Imhof, Tyskland
- Guldlejon för internationella utställningens bästa konstnär: Franz Erhard Walther (Tyskland)
- Guldlejon för livsverk: Carolee Schneemann (USA)
- Silverlejon för bästa unga konstnär: Hassan Khan (Egypten)

## Utställningar
- 8 april–17 september - documenta 14 i Aten och Kassel.[2]
- 8 april–16 juli i Aten
- 10 juni–17 september i Kassel
- 13 maj–26 november - Konstbiennalen i Venedig.[3]
- 9 september–19 november - Göteborgs Internationella Konstbiennal.[4]
- 6–15 oktober - Florensbiennalen.[5]

## Avlidna
- 2 januari – John Berger, 90, brittisk författare, målare och konstkritiker.[6]
- 14 februari – Odd Tandberg, 92, norsk målare, grafiker och skulptör.
- 22 februari – Fritz Koenig, 92, tysk skulptör.
- 31 mars – Gilbert Baker, 65, amerikansk konstnär och designer.[7]
- 31 mars – James Rosenquist, 83, amerikansk målare.
- 20 april – Magdalena Abakanowicz, 86, polsk konstnär.
- 27 april – Vito Acconci, 77, amerikansk konstnär.
- 4 maj – Stephen McKenna, 78, brittisk målare[8]
- 5 september – Arno Rink, 76, tysk målare.
- 11 oktober – Staffan Lindh, 85, svensk konstnär.[9]
- 14 november – Toivo Jaatinen, 91, finländsk skulptör.[10]
- 20 november – Gösta Wallmark, 89, svensk konstnär.[11]